# Asher
Asher és un poble dels Estats Units a l'estat d'Oklahoma. Segons el cens del 2000 tenia 419 habitants.

## Demografia
Segons el cens del 2000, Asher tenia 419 habitants, 164 habitatges, i 123 famílies. La densitat de població era de 202,2 habitants per km².
Dels 164 habitatges en un 29,9% hi vivien nens de menys de 18 anys, en un 53% hi vivien parelles casades, en un 17,1% dones solteres, i en un 25% no eren unitats familiars. En el 22% dels habitatges hi vivien persones soles el 12,2% de les quals corresponia a persones de 65 anys o més que vivien soles. El nombre mitjà de persones vivint en cada habitatge era de 2,55 i el nombre mitjà de persones que vivien en cada família era de 2,94.
Per edats la població es repartia de la següent manera: un 26% tenia menys de 18 anys, un 9,1% entre 18 i 24, un 27,2% entre 25 i 44, un 20,8% de 45 a 60 i un 16,9% 65 anys o més.
L'edat mediana era de 36 anys. Per cada 100 dones de 18 o més anys hi havia 83,4 homes.
La renda mediana per habitatge era de 20.341$ i la renda mediana per família de 21.875$. Els homes tenien una renda mediana de 29.750$ mentre que les dones 17.344$. La renda per capita de la població era de 9.340$. Entorn del 20,5% de les famílies i el 22,6% de la població estaven per davall del llindar de pobresa.

## Poblacions més properes
El següent diagrama mostra les poblacions més properes.